# Cseh-Szombathy László (szociológus)
| Cseh-Szombathy László Emlékkonferencia. 2022. október 17. | Cseh-Szombathy László Emlékkonferencia. 2022. október 17. |
| Kattints az alábbi külső linkek egyikére!                 | Kattints az alábbi külső linkek egyikére!                 |
| --------------------------------------------------------- | --------------------------------------------------------- |
| Nem található szabad kép.(?)                              |                                                           |
| külső link · jogvédett                                    | Cseh-Szombathy László                                     |

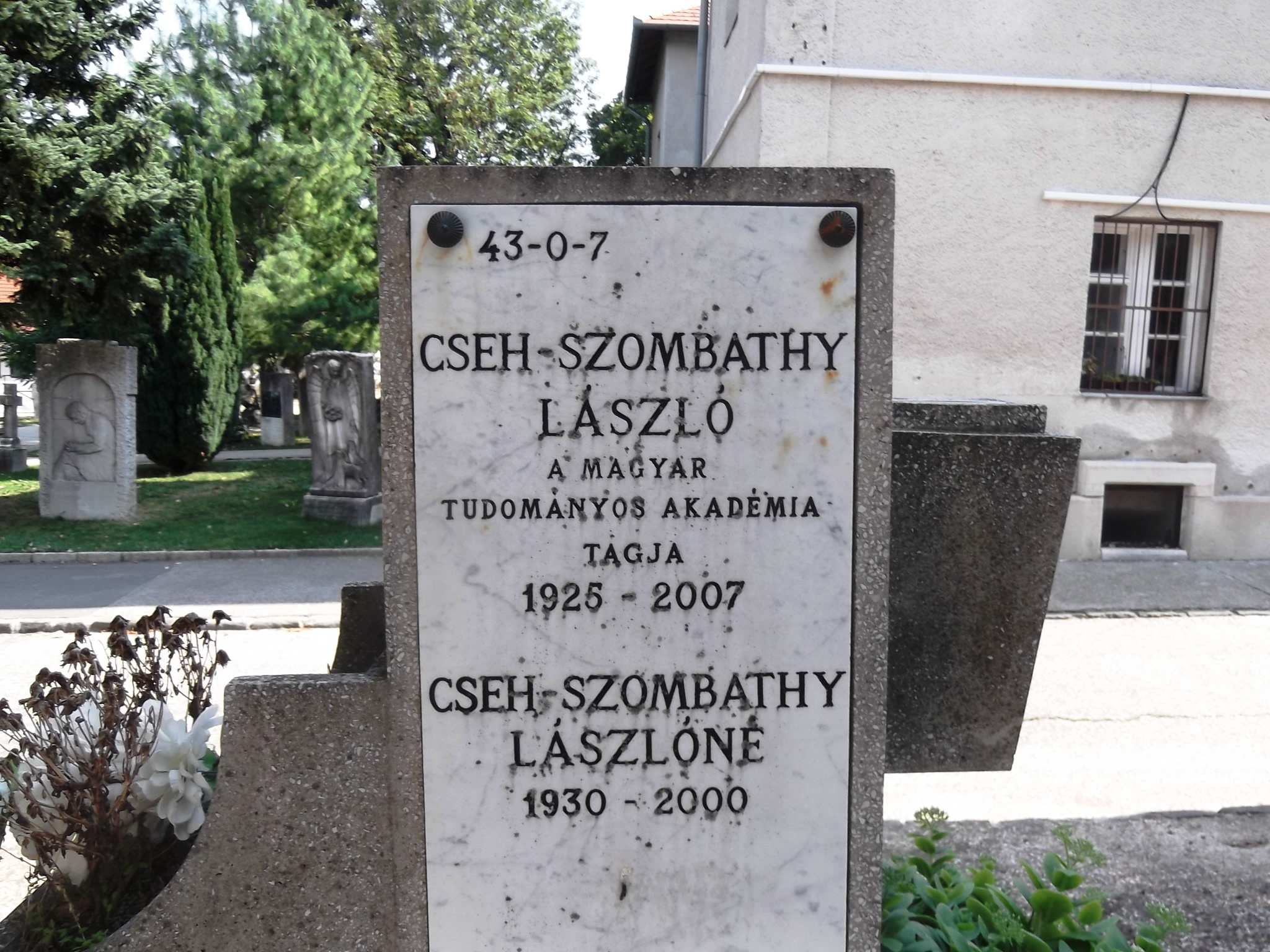
Cseh-Szombathy László és felesége sírja a Farkasréti temetőben

Cseh-Szombathy László (Budapest, 1925. június 8. – Budapest, 2007. július 21.) Széchenyi-díjas magyar szociológus, társadalomstatisztikus, demográfus, népesedéstörténész, egyetemi tanár, a szociológiai tudományok doktora, a Magyar Tudományos Akadémia rendes tagja. Édesapja politikai tevékenysége miatt a tudományos pályán csak majd egy évtizedes tanári kényszerpályát követően indulhatott el, amikor 1957-ben a Központi Statisztikai Hivatal (KSH) munkatársa lett. Az 1960-as évektől a szociográfiai hagyományokkal szakító, korszerű tudományos alapokon újjászerveződő magyarországi szociológia jeles művelője, az életmódvizsgálatok és legfőképpen a családszociológiai kutatások iskolateremtő alakja volt. Munkásságával hozzájárult a szociológiai felvételezés, a mindennapok társadalmi szerveződése, a család, a párkapcsolat, a házasság és az időskorúak, a társadalmi deviancia és normaszegés (öngyilkosság, alkoholizmus, válás stb.) szociológiai, szociálpszichológiai, demográfiai szempontú kutatásának módszertani megújulásához. Az elsők között emelte be a matematikai statisztikai eljárásokat a szociológiai vizsgálatokba. A KSH után 1975-től az MTA Szociológiai Kutatóintézetének munkatársa, 1983-tól 1988-ig igazgatója volt. Jelentősen hozzájárult a szociológia elszigetelődésének megszüntetéséhez, felsőfokú oktatásának és tudományos szervezeti hátterének megújításához. 1973-tól oktatott az ELTE Bölcsészettudományi Kar Szociológiai Tanszékén, elnöke volt a Magyar Szociológiai Társaságnak és az Andorka Rudolf Társadalomtudományi Társaságnak.

## Családja
Nagy múltú, 1692-ben nemességet kapott református család sarja volt. A családi fáma szerint az eredetileg nagyszombati, a 18. századtól Komáromban gabonakereskedéssel foglalkozó Cseh, majd Szombati, végül Cseh-Szombathy család tagjairól mintázta Jókai Mór műveinek több szereplőjét. Apja, id. Cseh-Szombathy László orvos, belgyógyász, kisgazda politikus és műgyűjtő, fia születésekor a Pázmány Péter Tudományegyetem belgyógyászati klinikájának tanársegédje, később a Bethesda Gyermekkórház belgyógyászati osztályának főorvosa volt. Édesanyja, Krieshaber Ilona a fővárosi egyetem gyermekgyógyászati klinikáján dolgozott. Tágabb rokoni körébe tartozott Balogh Jenő (1864–1953) jogtudós, politikus, igazságügy-miniszter, akadémikus.
1950 májusában kötött házasságot Harmath Katalinnal.

## Életútja
Alapiskoláit 1931-ben magánúton kezdte meg, majd a Papnövelde utcai elemi iskola – a későbbi ELTE Apáczai Csere János Gyakorló Gimnázium és Kollégium – tanulója volt. 1935-ben szülei a Lónyay Utcai Református Gimnázium és Kollégiumba íratták be, amelyet 1943-ban végzett el kitűnő bizonyítvánnyal. Tanulmányai során elsősorban a történelmi és a földrajzi stúdiumok vonzották, így a történészi pálya vonzásában 1943 szeptemberétől a fővárosi Pázmány Péter Tudományegyetem (PPTE) tanárképes történelem–földrajz szakára járt. Nagy hatású tanárai között volt Alföldi András régész, Mályusz Elemér történész, Mendöl Tibor és Láng Sándor geográfusok. Az ország német megszállását követően az egyetem működése ideiglenesen megszűnt, s 1944 áprilisától a fiatal Cseh-Szombathy a Komárom vármegyei Ete község jegyzője mellett dolgozott, később Oltványi Imre, a Magyar Nemzeti Bank elnökének titkáraként tevékenykedett 1945 júliusáig. 1945 szeptemberétől folytatta tanulmányait a PPTE-n, bekapcsolódott Hajnal István történettudományi szemináriumának munkájába, ezzel párhuzamosan a kisgazda pártszínekben politizáló édesapja közéleti tevékenységét is segítette. Az 1946/1947-es tanévben svájci ösztöndíjjal előbb a bázeli, majd a genfi egyetemen képezte tovább magát, elsősorban szociológiai előadásokat látogatott. Egy év elteltével, 1947 szeptemberétől újra a PPTE-n folytatta tanulmányait, s Hajnalé mellett beiratkozott Szalai Sándor szociológiai szemináriumába is. Ezzel egy időben Szalai jóvoltából felvételt nyert az egyetem Társadalomtudományi Intézetbe, ahol olyan munkatársak mellett dolgozhatott, mint Perjés Géza, Harsányi János és Szabó Dénes. A történészi pálya helyett ebben az időszakban döntött a szociológia hivatásszerű művelése mellett. A Huszadik Század című társadalomtudományi folyóirat történetét feldolgozó bölcsészdoktori értekezésével 1948 novemberére készült el, eddigre azonban a magyarországi belpolitikai helyzet gyökeresen megváltozott. Szalai nem vállalta a konfliktust, hogy intézetének első államvizsgázója egy kisgazda politikus fia legyen, 1949 februárjában pedig az államvizsgára készülő diák egyik legközelebbi társa, Szabó Dénes is elhagyta az országot. Cseh-Szombathy kilépett az intézetből, és egy újabb, ezúttal történelmi témájú bölcsészdoktori disszertációt nyújtott be a PPTE-re Északnyugat-Dunántúl népmozgalmának változásai 1890 és 1930 között címmel, amelynek megvédését követően 1950 júniusában nyerte el történelem–földrajz tanári képesítését.
Kutatói pályára nem nyílt lehetősége, így 1950 szeptemberében a kőbányai Szent László téri általános iskolában helyezkedett el tanárként, ahonnan 1953 szeptemberében a kispesti Landler Jenő Gimnázium tanári karába került át. Kispesti tanári pályafutása 1957 októberében ért véget, amikor második nekifutásra befogadták jelentkezését a Központi Statisztikai Hivatal (KSH) nemzetközi osztályára. Első munkaköre a külföldi (angol, német és francia nyelvű) szaksajtó szemlézése, a KSH nemzetközi levelezésének bonyolítása, szakfordítások készítése volt, de csakhamar statisztikai elemzések elvégzésével is megbízták. 1962-ben áthelyezték az akkor alapított, Szabady Egon vezette szociális statisztikai osztályra, s ezt követően már módja nyílt önálló demográfiai–szociológiai kutatások végzésére is, amelyek fokozatosan meghozták számára a szakmai elismerést. 1970-ben a KSH társadalomstatisztikai főosztályának főosztályvezető-helyettesévé nevezték ki. 1974 végével felmondott a KSH-ban, és 1975. január 1-jével az MTA Szociológiai Kutatóintézetének tudományos főmunkatársa lett, ahol az életmódvizsgálatokkal foglalkozó részleg vezetésével bízták meg. Az 1970-es évek végén a kutatóintézet tudományos igazgatóhelyettese lett, 1983-tól 1988-as nyugdíjba vonulásáig pedig igazgatóként irányította a kutatómunkát.
Már 1973-tól tartott szociológiai módszertani előadásokat az Eötvös Loránd Tudományegyetem (ELTE) szociológiai tanszékén adjunktusi, 1975 után docensi címmel. 1984 júniusában egyetemi tanárrá nevezték ki, s 1995-ig aktívan részt vett a tanszéki oktatómunkában, valamint az ELTE szociológiai és szociálpolitikai intézetében folyó kutatásokban. Ezt követően professor emeritusként továbbra is támogatta a szociológusképzést és a közreműködésével 2000-ben alapított Szociológiai Doktori Iskola munkáját. Az ELTE mellett tanított a Marx Károly Közgazdaságtudományi Egyetemen is, részt vett az ott működő Családszociológiai Központ munkájában. Több külföldi egyetemen is megfordult oktatóként, így például 1988–1989-ben a Bécsi Egyetem, 1990-ben az Uppsalai Egyetem vendégprofesszora volt.
Az első Orbán-kormány felkérésére 1999 májusától részt vett a hosszú távú népesedéspolitikai koncepciót kidolgozó bizottság munkájában; ajánlásaik végrehajtására 2001 júniusában felállt a Magyar Népesedési Kormánybizottság, amelynek Cseh-Szombathy is tagja lett.

## Munkássága
Noha szakmai pályafutása nem előzetes elképzeléseinek megfelelően indult, általános iskolai és gimnáziumi tanári tevékenységével (1950–1957) párhuzamosan történettudományi, szociológiai és statisztikai módszertani művek olvasásával képezte magát. Ezekben az években vette fel a kapcsolatot Makkai László történésszel, akkor az MTA Történettudományi Intézetének tudományos munkatársával, aki ösztönözte a fiatal történelemtanár törekvéseit, és irányítása mellett készült el 1956-ra Cseh-Szombathy első tanulmánya I. Rákóczi György 1644–1645-ös III. Ferdinánd ellen vezetett hadjáratairól, amely a Hadtörténelmi Közlemények lapjain jelent meg. Noha nem történészi, különösen nem hadtörténészi pályát futott be a későbbi évtizedekben, publikációja mégis fontos mérföldkőnek számított életében, hiszen azt jelezte számára, hogy lehetséges a kitörés a kényszerűen vállalt szakmai zsákutcából a tudományos pálya irányába.
Immár a Központi Statisztikai Hivatal (KSH) munkatársaként, 1957 után megnyílt előtte az út a szaktudományos kutatások felé. Még a nemzetközi osztály munkatársaként elsajátította a matematikai statisztika alapjait, a statisztikai elemzések módszertani fogásait. Első, az életművébe szervesen illeszkedő közleménye 1960-ban született meg, amelyet az összehasonlító életmódvizsgálatokban szignifikáns mutatószámok kiválasztásáról írt. Szakmai–tudományos előmenetele ekkor vette kezdetét. 1962-ben, immár szakstatisztikusként, Peter Townsend kutatásaiból kiindulva javasolta a KSH-nak az időskorúak szociológiai, demográfiai vizsgálatát, és bár kezdeményezését támogatták, első kutatási témája mégsem ez, hanem az öngyilkosság magyarországi történeti alakulásának és társadalmi hátterének szociológiai, matematikai statisztikai szempontú vizsgálata volt. Ez irányú eredményeit többek között Émile Durkheim magyarul megjelent, Az öngyilkosság című munkájának (1967) előszavaként adta közre. A szociális deviancia társadalomstatisztikai vizsgálata a későbbi évtizedekben is munkásságának meghatározó vonulata maradt. Öngyilkosság-kutatásai után vizsgálat alá vette az alkoholizmus társadalmi meghatározottságát és következményeit, majd az 1960-as évek végétől tudományos érdeklődése egyre határozottabban a családkutatás felé fordult. Behatóan tanulmányozta a család működési zavarainak társadalmi hátterét, a házastársi–párkapcsolati konfliktusok, a válás, a család széthullásának szociológiai és szociálpszichológiai kontextusát, de kutatói figyelme kiterjedt a házasság megélésében és utólagos megítélésében kimutatható férfi és női narratívák közötti különbségekre, az elvált házastársak talpra állási folyamatainak (újraházasodás, egzisztenciális túlélés stb.), a csonka családban nevelkedő gyermek fejlődése és a gyermeknevelésben jelentkező válás utáni szülői munkamegosztás, az anya- és apaszerep vizsgálatára is. A Magyarországon meginduló családszociológiai kutatásokat később nemzetközi kontextusba is helyezte, amikor hét másik európai és észak-amerikai ország bevonásával nemzetközi összehasonlító család- és házasságszociológiai kutatási projektet szervezett és irányított (eredményeik 1985-ben jelentek meg The aftermath of divorce… címen). A Tudományos Minősítő Bizottság külön disszertáció nélkül, családszociológiai publikációi tézisszerű összefoglalása alapján fogadta be kandidatúráját és ítélte oda neki 1975 tavaszán a szociológiai tudományok kandidátusa címet. Családszociológiai nagymonográfiája képezte doktori disszertációjának alapját is (A házastársi konfliktusok szociológiája), amelynek megvédésével 1983 tavaszán elnyerte a szociológiai tudományok doktora címet.
Szalai Sándor jóvoltából és Ferge Zsuzsával együtt az 1960-as évektől részese, magyarországi irányítója volt a nemzetközi időmérlegkutatásoknak is, amely tizenkét európai ország városainak – köztük Győr – összehasonlító életmódvizsgálatát tűzte ki célul, figyelemmel valamennyi társadalmi rétegre, életkori és foglalkozási csoportra, valamint a társas kapcsolatok főbb típusaira (család, rokonság stb.). A nemzetközi időmérlegkutatások módszertani tanulságai alapján 1975 és 1980 között irányításával zajlottak le Magyarországon a szocialista társadalomra vonatkozó életmódkutatások. Az 1970-es évek elején valósította meg régóta dédelgetett tervét, az időskorúak, a nyugdíjasok, az elöregedő népesség átfogó szociológiai–demográfiai vizsgálatát is, kutatásainak mintegy háromszáz oldalra rúgó eredménye azonban kiadatlan maradt. Az 1980-as évek közepétől figyelme a technikai modernizáció társadalmi hatásainak vizsgálata felé fordult, különösen Magyarország és a közép-kelet-európai régió, valamint a fejlődő országok vonatkozásában. Családszociológiai kutatásainak fókuszát kibővítve ugyancsak az 1980-as évek második felétől foglalkozott a rokonsági kapcsolatok társadalom- és családszervező vonatkozásaival, a felnőttkorba lépő gyermek és szülei, illetve testvérei közötti kapcsolatrendszerrel, valamint a tágabb vérségi és házassági rokonság érzelmi és egzisztenciális (pl. segítségnyújtás) közösségi dinamikájával, illetve mindezek konfliktusos helyzeteivel.
Kutatásai során, a vizsgálatok tárgyául szolgáló kérdések feltevésekor és a szempontrendszerek kitűzésekor a témától függetlenül mindenkor igyekezett az interdiszciplinaritás elveit érvényesíteni. Munkái nem pusztán leíró demográfiai munkák, hanem gondos társadalomtudományi–szociológiai megalapozottsággal a számok és tendenciák mögött meghúzódó társadalmi folyamatokra és jelenségekre is rávilágítanak. Szociológusként sem elégedett meg a társadalmi valóság, makro- és mikrostruktúrák megfigyeléseken alapuló rögzítésével, hanem a kvantitatív társadalomstatisztikai módszerek (mintavizsgálat, kérdőívezés stb.) bevonásával igazolta elméleti alapvetései helyességét. Ferge Zsuzsával közösen megújították a szociológiai felvétel módszertanát, eredményeikről 1968-ban publikált, 1975-ig három kiadást megért könyvük az első magyar nyelvű szociológiai módszertani kézikönyv lett. Az 1960-as évek végén, a gyermekgondozási segély (gyes) intézményének magyarországi bevezetésekor ő végezte el a célcsoport körében a szociológiai adatgyűjtést, és vonta le a szükséges népesedéspolitikai következtetéseket. Egy évtizeddel később részese volt a gyes bevezetésének hatásait feltérképező vizsgálatnak is.
Sokat tett a hazai tudományosságon belül is elszigetelődő szociológiai kutatás és oktatás teljes körű elismertetéséért, a szociológusképzés korszerűsítéséért. Az ELTE szociológia szakán bevezette a demográfia oktatását, 2000-ben alapító tagja volt a Szociológiai Doktori Iskolának. 2001-ben szervezőmunkájának köszönhetően jött létre az MTA Társadalomkutató Központ Népesedéstudományi Kutatócsoportja (2006-ban megszűnt). Az 1990-es rendszerváltást követően kivette részét az Országos Tudományos Kutatási Alapprogramok (OTKA) újjászervezéséből, 1994-ig elnökölte a társadalomtudományi kollégium munkáját. Az 1950-es évek második felétől, mint a KSH nemzetközi osztályának munkatársa nagy szerepet játszott a hazai szociológia nemzetközi kapcsolatrendszerének kiépítésében is. Pályája során a magyar szociológiai képviseletében számos nemzetközi konferencia, konzultáció és összehasonlító társadalomtudományi kutatási program résztvevője volt, ezzel a hazai szociológia fórumait és eredményeit bekapcsolta a tudományszak nemzetközi vérkeringésébe.
Tudományos pályáját közel negyven önálló kötet, húsz általa szerkesztett szakkönyv, a kétszázat meghaladó tanulmány és szakcikk fémjelzi. 1991-től a Szociológiai Szemle alapító főszerkesztője volt, szerkesztőbizottsági tagja volt a Magyar Szemle című folyóiratnak.

### Szervezeti tagságai és elismerései
Huszár Tibor és Kulcsár Kálmán már 1987-ben jelölte akadémiai tagságra, végül 1993-ban választották meg a Magyar Tudományos Akadémia levelező, 2001-ben pedig rendes tagjává. 1964-től részt vett az MTA szociológiai, 1968-tól demográfiai bizottságának munkájában; 1976-tól 1980-ig titkára, majd 1980-tól alelnöke volt az összevont szociológiai–demográfiai bizottságnak. 1981-től elnökként irányította a családszociológiai kutatási bizottság munkáját. 1982-től 1986-ig elnöke volt a Nemzetközi Szociológiai Egyesület (ISA) családkutatási bizottságának, 1990–1991-ben a Magyar Szociológiai Társaságnak. Szervezőmunkájának köszönhetően 1997-ben jött létre az Andorka Rudolf Társadalomtudományi Társaság, amelynek alapító elnöke lett. Emellett 1985 után alelnöke volt az UNESCO bécsi központjában működő Társadalomtudományi Kutatás- és Dokumentációkoordináló Központ igazgatótanácsának is.
Szociológiai, különösen családszociológiai és demográfiai kutatásai terén elért eredményei, jelentős oktatói és tudományszervezői életműve elismeréseként 1994-ben Széchenyi-díjat kapott. 1996-ban az OTKA Ipolyi Arnold kutatásfejlesztési díját, 2000-ben a Magyar Érdemrend parancsnoki keresztje a csillaggal kitüntetést vehette át. Emellett kitüntetettje volt a Munka Érdemrendnek (1960), a Munka Érdemrend ezüst (1968) és arany fokozatának (1985) is.

### Főbb művei
- A budapesti nyugdíjasok helyzete és problémái. Budapest: Statisztikai. 1965.  65 o.  (Andorka Rudolffal)
- Alkoholizmus. Budapest: Központi Statisztikai Hivatal. 1968.  169 o.  (Andorka Rudolffal és Vukovich Györggyel)
- A szociológiai felvétel módszerei. Budapest: Közgazdasági és Jogi. 1968.  430 o.  (Ferge Zsuzsával)
- Gyermekgondozási segély. Budapest: Statisztikai. 1969.  98 o.  (Miltényi Károllyal)
- Az empirikus szociológiai kutatás statisztikai alapjai. Szerk. Cseh-Szombathy László, Léderer Pál. Budapest: Tankönyvkiadó. 1973.  280 o.
- A deviáns viselkedés szociológiája. Vál. Andorka Rudolf, Buda Béla, Cseh-Szombathy László. Budapest: Gondolat. 1974.  530 o.
- A változó család. Összeáll. Cseh-Szombathy László. Budapest: Kossuth. 1978.  255 o.
- Családszociológiai problémák és módszerek. Budapest: Gondolat. 1979.  400 o.
- Buda Béla – Cseh-Szombathy László – Szilágyi Vilmos: Szexualitás és párkapcsolat a felnőttkorban: Az Élet és Tudomány cikksorozata alapján. Budapest: Tankönyvkiadó. 1979.
- Hungarian sociology today. Ed. by László Cseh-Szombathy. Budapest: Institute for Social Sciences. 1982.  253 o.
- A mai magyar család. Budapest: Magyar Nők Országos Tanácsa. 1983.  54 o.
- The aftermath of divorce coping with family crisis: An investigation in eight countries. Ed. by László Cseh-Szombathy. Budapest: Akadémiai. 1985.  219 o.
- A házastársi konfliktusok szociológiája. Budapest: Gondolat. 1985.  187 o.
- Familien in Wien und Budapest. Hrsg. László Cseh-Szombathy, Rudolf Richter. Wien: Böhlau. 1993.  220 o.
- Andorka Rudolf, 1931–1997: Elhangzott: 2000. június 14. Budapest: (kiadó nélkül). 2001.  (= Emlékbeszédek az MTA Elhunyt Tagjai Felett.)
- Népesedés és népességpolitika: Tanulmányok. Szerk. Cseh-Szombathy László, Tóth Pál Péter. Budapest: Századvég. 2001.  534 o.